# GLONASS

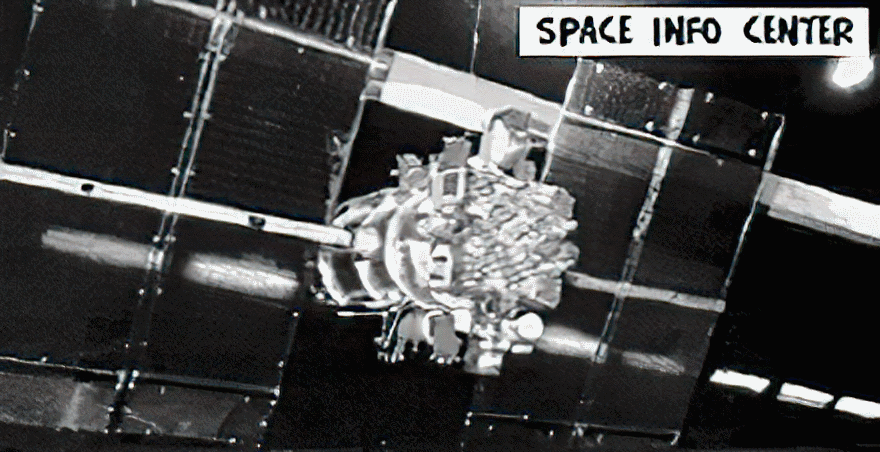
GLONASS-Satellit der 1. Generation

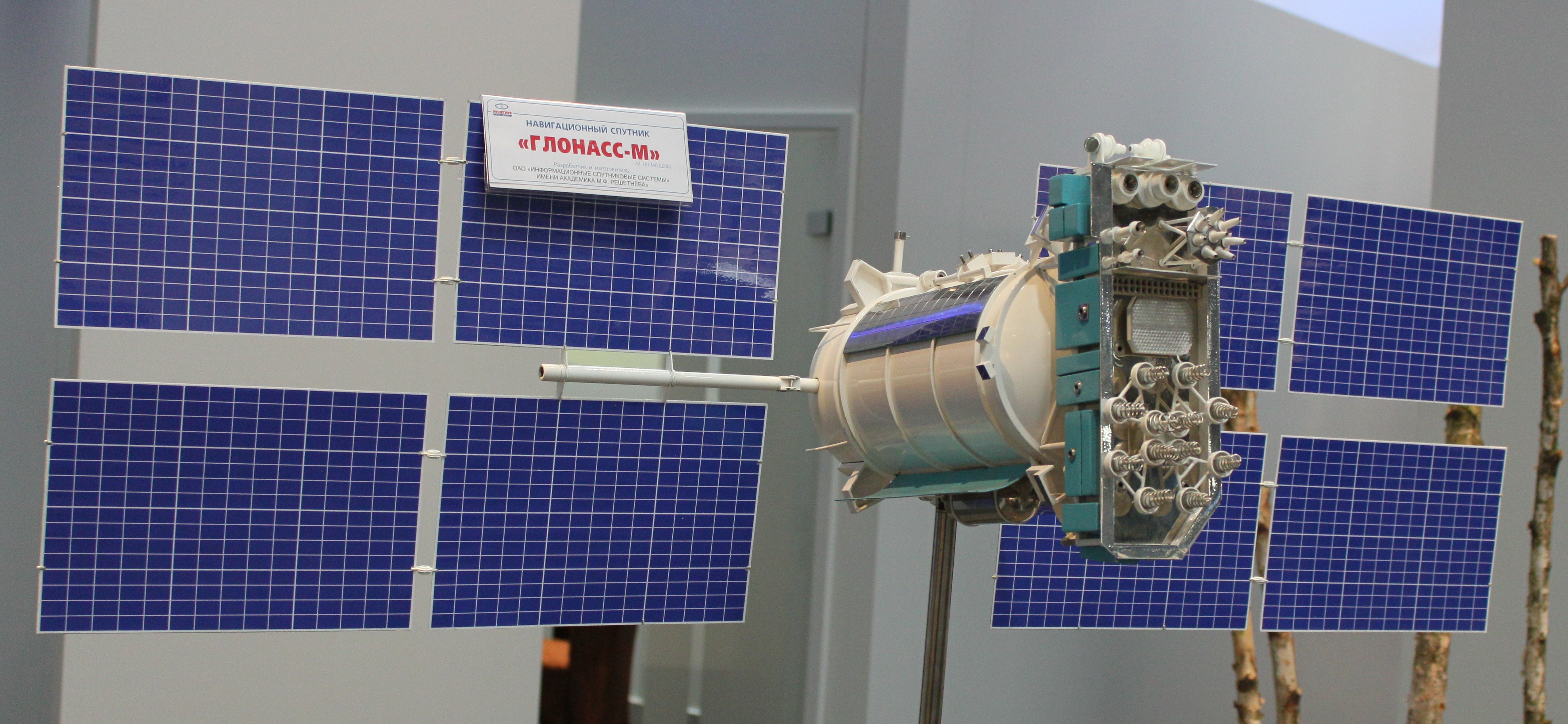
Modell eines GLONASS-Satelliten der 2. Generation

GLONASS (russisch ГЛОНАСС, als Akronym für Глоба́льная навигацио́нная спу́тниковая систе́ма Globalnaja nawigazionnaja sputnikowaja sistema, deutsch ‚Globales Satellitennavigationssystem‘) ist ein globales Navigationssatellitensystem. Es wird vom Verteidigungsministerium der Russischen Föderation betrieben und finanziert.

## Geschichte
GLONASS ähnelt in Aufbau und Funktionsweise dem US-amerikanischen NAVSTAR-GPS. Die Satelliten der GLONASS-Konstellation tragen den Namen Uragan (Hurrikan). Technisch basiert GLONASS auf ähnlichen Prinzipien wie GPS. Die parallele, unabhängige Entwicklung der beiden gleichwertigen Systeme während des Kalten Krieges erfolgte aus militärstrategischen Gründen.
Die Entwicklung des Systems begann 1972. Die ersten drei Satelliten starteten am 12. Oktober 1982, das System ist am 24. September 1993 offiziell als betriebsbereit erklärt worden. Der Vollausbau, bestehend aus 21 Standard- und drei Reservesatelliten, wurde 1996 erreicht. In den Folgejahren ging die Anzahl funktionstüchtiger Satelliten aber dramatisch zurück, so dass GLONASS als eigenständiges Navigationssystem nicht nutzbar war.
Am 12. September 2008 ordnete der Ministerpräsident von Russland, Wladimir Putin, die Wiedervervollständigung von GLONASS für 67 Milliarden Rubel (1,8 Milliarden Euro) bis ins Jahr 2012 an. Trotz des Fehlstarts einer Trägerrakete am 5. Dezember 2010, bei dem drei Satelliten verloren gingen, stand ab 2011 wieder ein vollständiges GLONASS-System zur Verfügung. Am 2. Juli 2013 kam es erneut zu einem Absturz einer Proton-M-Rakete, bei dem wiederum drei GLONASS-Satelliten zerstört wurden.

## Technik

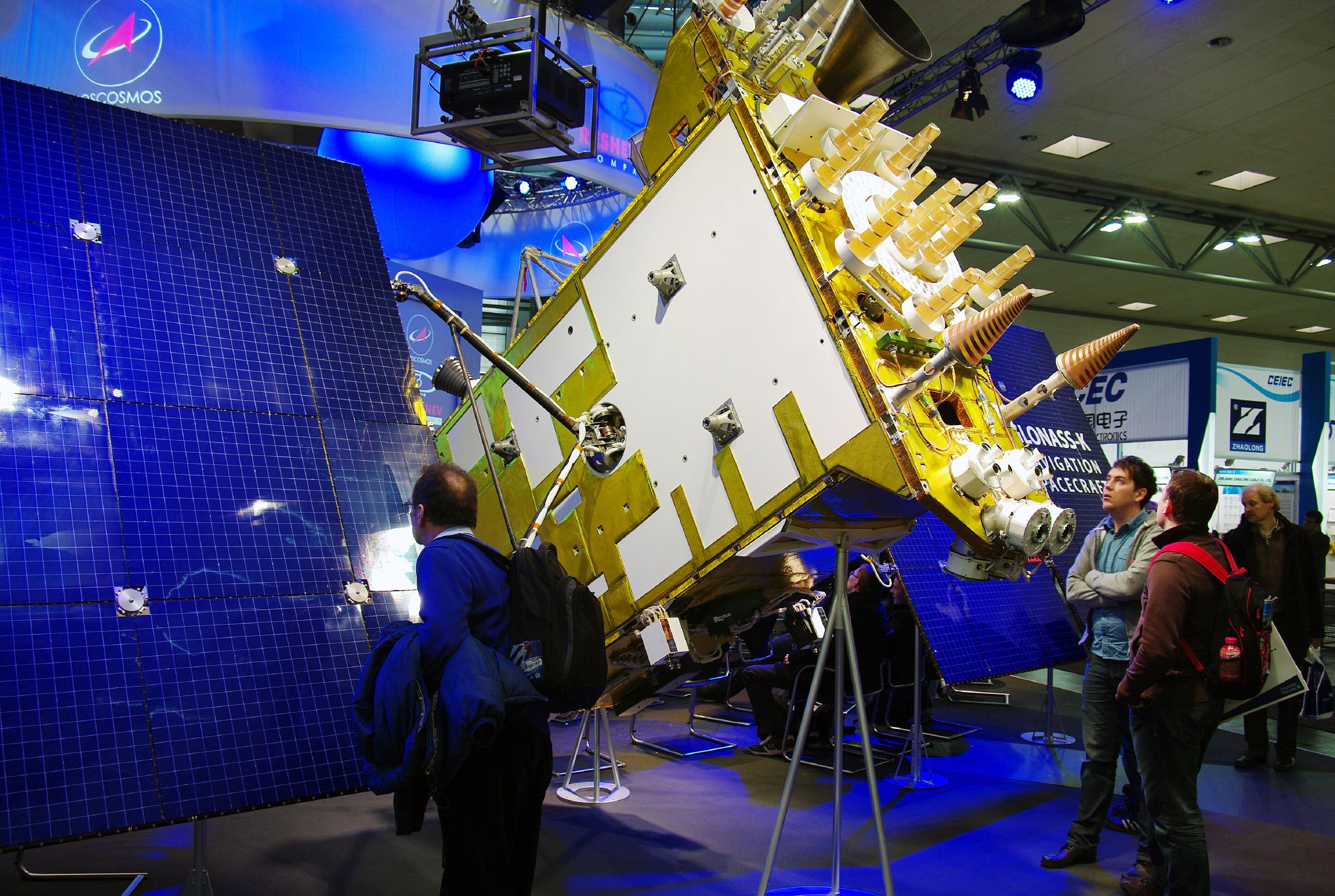
Glonass-K (CeBIT 2011)

Die Satelliten umlaufen die Erde auf einem Medium Earth Orbit in drei Bahnebenen mit 64,8° Neigung gegen den Äquator (GPS 55°). Dadurch erreichen die Satelliten für Nutzer in hohen geographischen Breiten, insbesondere in den Polarregionen, eine größere Höhe über dem Horizont, so dass die Verfügbarkeit des Systems verbessert wird. Die große Halbachse der Umlaufbahn beträgt 25.500 km, die Bahnhöhe 19.100 km (GPS 20.200 km). Die Umlaufzeit liegt bei 11:15 Stunden (GPS 11:58).
Im Gegensatz zum GPS senden bei GLONASS alle Satelliten mit gleichem Code (Pseudozufallsrauschen, PRN für englisch pseudo-random noise), aber auf unterschiedlichen Frequenzen (FDMA) im Dezimeterwellen-Bereich. Antipodale Satelliten senden mit derselben Kanalnummer und damit identischen Frequenzen. Jeder von GLONASS verwendete Satellit sendet Signale auf zwei Frequenzen:
- L1 = 1602 MHz + k · 562,5 kHz
- L2 = 1246 MHz + k · 437,5 kHz, wobei k die Kanalnummer bezeichnet

Beim GPS nutzen alle Satelliten die gleichen Frequenzen und werden mittels Codemultiplexverfahren (CDMA) und darin eingesetzten Gold-Folgen unterschieden. In GLONASS wird CDMA ab der GLONASS-K-Satellitengeneration eingesetzt und basiert auf Kasami-Folgen.
Die Zeitstabilität der Satelliten beträgt:
- 1. Generation: 5 · 10−13 Sekunden pro Tag
- GLONASS-M: 1 · 10−13 s pro Tag
- GLONASS-K: 5 · 10−14 s pro Tag
- GLONASS-K2: 1 · 10−14 s pro Tag.[5]

Wie GPS benötigt GLONASS zum Regelbetrieb knapp 24 Satelliten, damit gewährleistet werden kann, dass immer zumindest vier davon an einem Ort sichtbar sind. Bis 2011 reichte die Anzahl der funktionsfähigen Satelliten dafür nicht immer aus, so dass nicht immer an jedem Ort der Erdoberfläche genügend Satelliten für die Ortsbestimmung verfügbar waren. Bei bekanntem Standort ist dann lediglich eine Zeitbestimmung möglich. Wenn drei Satelliten sichtbar sind, können aus den Signalen drei Parameter abgeleitet werden, z. B. bei bekannter Höhe (Schiff auf dem Meer) der Ort (geographische Breite und Länge) und die Zeit. An die Zeit werden relativ hohe Anforderungen an die Genauigkeit gestellt, da ein Zeitfehler von einer Mikrosekunde bereits zu einem Ortsfehler in der Größenordnung von 300 Metern führt. Mobile Empfänger benötigen daher für eine vollständige Ortsbestimmung (geographische Breite, geographische Länge, Höhe über dem Meeresspiegel) als vierten Parameter die genaue Uhrzeit, für deren Bestimmung Signale eines vierten Satelliten erforderlich sind.

### Satellitenkonstellation (Raumsegment)
Der erste Uragan-Testsatellit Kosmos 1413 wurde im Oktober 1982 zusammen mit zwei Uragan-Attrappen in seine Umlaufbahn gebracht. Ursprünglich sollte das System 21 Satelliten für den Normalbetrieb sowie drei Reservesatelliten umfassen. Spätere Planungen sahen 30 Satelliten vor, die sich auf drei Orbits mit jeweils acht Satelliten und zwei Reservesatelliten verteilen.
Nach dem Zerfall der Sowjetunion konnten bis ins Jahr 1995 noch weitere Satelliten gestartet werden, die wohl schon zu Sowjetzeiten fertiggestellt worden waren, so dass man 1995 ein System von 25 funktionierenden Satelliten hatte. Im Jahr 1998 war die Anzahl jedoch schon auf 13 gesunken und verringerte sich bis 2001 auf nur sieben Satelliten. Ab 2002 begann die Anzahl der funktionsfähigen Satelliten wieder anzusteigen. Das Problem dabei war die hohe Ausfallrate aufgrund der sehr kurzen Lebensdauer der einzelnen Uragan-Satelliten von nur drei Jahren.
Seit 2001 werden auch verbesserte Uragan-M-Satelliten mit einer Lebensdauer von sieben Jahren eingesetzt. Die neue Generation mit geringerer Startmasse und einer Lebensdauer von zehn Jahren trägt die Bezeichnung Uragan-K; der erste Start fand am 26. Februar 2011 statt. Uragan und Uragan-M (beide 1415 kg) werden häufig in einem Tripel mit schweren Proton-Raketen gestartet, mitunter aber auch wie die leichteren Uragan-K (935 kg auf Basis des Ekspress-1000K Satellitenbus) mit einer deutlich günstigeren Sojus-2/Fregat. Im August 2023 wurde der erste Satellit des Typs Glonass-K2 gestartet, welche ein neues Signal aussenden werden (zwei militärische L1 und L2, sowie ein ziviles L1).
Ende 2005 wurden drei weitere GLONASS-Satelliten (zwei Uragan-M und ein Uragan) mit einer Proton-Rakete gestartet, Ende 2006 folgte ein weiterer Proton-Start mit drei Uragan-M-Satelliten; im Oktober 2007, Dezember 2007, September 2008, Dezember 2008, Dezember 2009, März 2010 und September 2010 wurden jeweils drei Satelliten gestartet. Drei Satelliten gingen bei einem Fehlstart im Dezember 2010 verloren, drei weitere Anfang Juli 2013.
| Slot | Ka- nal | GLONASS- Nr. | Kosmos- Nr. | Start- datum | Inbetrieb- nahme | Status     | Internat. Bezeichnung (NSSDC-ID) | Katalog- Nr. (AFSC) | Uragan- Typ |
| ---- | ------- | ------------ | ----------- | ------------ | ---------------- | ---------- | -------------------------------- | ------------------- | ----------- |
| 1/01 | 01      | 730          | 2456        | 14.12.2009   | 30.01.2010       | in Nutzung | 2009-070A                        | 36111               | M           |
| 1/02 | −04     | 747          | 2485        | 26.04.2013   | 04.07.2013       | in Nutzung | 2013-019A                        | 33155               | M           |
| 1/03 | 05      | 744          | 2476        | 04.11.2011   | 08.12.2011       | in Nutzung | 2011-064B                        | 37868               | M           |
| 1/04 | 06      | 759          | 2544        | 11.12.2019   | 03.01.2020       | in Nutzung | 2019-088A                        | 44850               | M           |
| 1/05 | 01      | 756          | 2527        | 17.06.2018   | 29.08.2018       | in Nutzung | 2018-053A                        | 43508               | M           |
| 1/06 | -04     | 733          | 2457        | 14.12.2009   | 24.11.2010       | in Nutzung | 2011-070B                        | 36112               | M           |
| 1/07 | 05      | 745          | 2477        | 04.11.2011   | 18.12.2011       | in Nutzung | 2011-064C                        | 37869               | M           |
| 1/08 | 06      | 743          | 2475        | 04.11.2011   | 20.09.2012       | in Nutzung | 2011-064A                        | 37867               | M           |
|      |         |              |             |              |                  |            |                                  |                     |             |
| 2/09 | -02     | 702          | 2501        | 30.11.2014   | 15.02.2016       | in Nutzung | 2014-075A                        | 40315               | K1          |
| 2/10 | -07     | 723          | 2436        | 25.12.2007   | 22.01.2008       | in Nutzung | 2007-065C                        | 32395               | M           |
| 2/11 | 00      | 705          | 2547        | 25.10.2020   | 28.04.2022       | in Nutzung | 2020-075A                        | 46805               | K1          |
| 2/12 | −01     | 758          | 2534        | 27.05.2019   | 22.16.2019       | in Nutzung | 2019-030A                        | 44299               | M           |
| 2/13 | −02     | 721          | 2434        | 25.12.2007   | 08.02.2008       | in Nutzung | 2007-065A                        | 32393               | M           |
| 2/14 | −07     | 752          | 2522        | 22.09.2017   | 16.10.2017       | in Nutzung | 2017-055A                        | 42939               | M           |
| 2/15 | 00      | 757          | 2529        | 03.11.2018   | 27.11.2018       | in Nutzung | 2018-086A                        | 43687               | M           |
| 2/16 | −01     | 738          | 2466        | 02.09.2010   | 11.10.2010       | in Nutzung | 2010-041A                        | 37137               | M           |
|      |         |              |             |              |                  |            |                                  |                     |             |
| 3/17 | 04      | 751          | 2514        | 07.02.2016   | 28.02.2016       | in Nutzung | 2016-008A                        | 41330               | M           |
| 3/18 | -03     | 754          | 2494        | 24.03.2014   | 14.04.2014       | in Nutzung | 2014-012A                        | 39620               | M           |
| 3/19 | 03      | 720          | 2433        | 26.10.2007   | 25.11.2007       | in Nutzung | 2007-052A                        | 32275               | M           |
| 3/20 | 02      | 719          | 2432        | 26.10.2007   | 27.11.2007       | in Nutzung | 2007-052B                        | 32276               | M           |
| 3/21 | 04      | 755          | 2500        | 14.06.2014   | 03.08.2014       | in Nutzung | 2014-032A                        | 40001               | M           |
| 3/22 | −03     | 731          | 2459        | 01.03.2010   | 28.03.2010       | in Nutzung | 2010-007A                        | 36400               | M           |
| 3/23 | 03      | 732          | 2460        | 01.03.2010   | 28.03.2010       | in Nutzung | 2010-007C                        | 36402               | M           |
| 3/24 | 02      | 760          | 2545        | 16.03.2020   | 14.04.2020       | in Nutzung | 2020-018A                        | 45358               | M           |

Das Startdatum bezieht sich auf die Koordinierte Weltzeit (UTC), die Inbetriebnahme auf die Moskauer Zeitzone.

### Bodenstationen
Bodenstationen, das sogenannte Control Segment, befinden sich bei Moskau (Krasnosnamensk und Schtscholkowo), in Komsomolsk am Amur, bei Sankt Petersburg, in Jenisseisk (alle auf dem Gebiet der Russischen Föderation) und in Ternopil (Ukraine).

### Benutzersegment (User Segment)
2008 gab es die ersten zivilen kommerziell genutzten Geräte, die GLONASS unterstützen. Das System steht damit in direkter Konkurrenz zum US-amerikanischen GPS, dem europäischen Galileo-System und dem chinesischen Beidou.
Entsprechend konstruierte Navigationsgeräte können Daten sowohl von den GLONASS- als auch andere GNSS-Satelliten empfangen und durch Auswertung mehrerer Signale eine bessere Abdeckung erzielen. Auch beim Ausfall eines Systems oder als Schutz gegen Manipulation (siehe GPS-Jammer) hat diese Anwendung Vorteile.
Im Jahr 2009 wurde der erste vollständig auf einem Chip integrierte russische Empfänger für GLONASS (inkl. GPS/Galileo/Compass) vorgestellt. Im April 2011 brachte ZTE das erste Smartphone auf den Markt, das neben GPS auch GLONASS verwendet, diesem folgten mehrere Smartphones unterschiedlicher Hersteller.

### Erweiterungen
Um die Genauigkeit zu verbessern, namentlich durch die Korrektur der veränderlichen Einflüsse der Ionosphäre auf die Signallaufzeiten, ist mit SDCM für GLONASS ein Satellite Based Augmentation System im Aufbau.
Das Projekt ERA GLONASS (russisch экстренного реагирования при авариях, extrennowo reagirowanija pri awarijach, deutsch ‚Notfallreaktion bei Unfällen‘) sieht Geräte vor, welche bei Verkehrsunfällen automatisch eine Alarmmeldung absetzen, welche auch den Standort enthält. Das System wird mit dem europäischen eCall kompatibel sein.

## Nutzer
Das GLONASS-System wurde für militärische Zwecke entwickelt und das russische Militär ist der Hauptanwender des Systems. Für die zivile Nutzung ist das System jedoch ebenfalls freigegeben und kann in Endgeräten eine Genauigkeit von 4,5 bis 7 Metern erreichen. Viele Hersteller von Ortungs- und Navigationsgeräten kombinieren die weltweiten Satellitensysteme GPS, Galileo, Beidou, QZSS (ergänzend) mit GLONASS.